# 曹家垣乡
曹家垣乡，是中华人民共和国山西省吕梁市石楼县下辖的一个乡镇级行政单位。

## 行政区划
曹家垣乡下辖以下地区：
曹家垣村、王家垣村、麦场焉村、下庄村、曹家坡村、君子村、李家庄村、道堡村和许家山村。